# Città in rovine
Città in rovine (City in Ruins) è un romanzo thriller dello scrittore statunitense Don Winslow del 2024.

## Storia editoriale
Il romanzo, modellato sulle vicende dell'Eneide, è stato pubblicato nel 2024 ed è il terzo di una trilogia incentrata sul personaggio di Danny Ryan, sulla mafia irlandese e sulla mafia italiana negli Stati Uniti negli anni 1980 e 1990. La saga è iniziata con il romanzo Città in fiamme (City on Fire, 2022), quest'ultimo seguito da Città di sogni (City of Dreams, 2023).
L'autore ha dichiarato che Città in rovine sarebbe stato l'ultimo e definitivo romanzo, avendo intenzione di dedicare le sue energie alla politica attiva.

## Edizioni
- (EN) Don Winslow, City in Ruins, 1ª ed., New York, William Morrow and Company, 2024, ISBN 9780063079472.
- (FR) Don Winslow, La Cité sous les cendres, traduzione di Jean Esch, Noir, Parigi, HarperCollins, 2024, ISBN 979-1033916581.
- Don Winslow, Città in rovine, traduzione di Alfredo Colitto, Milano, HarperCollins, 2024, ISBN 9788830593770.
- (DE) Don Winslow, City in Ruins, traduzione di Conny Lösch, Amburgo, HarperCollins, 2024, ISBN 978-3-365-00566-8.
- (ES) Don Winslow, Ciudad en ruinas, traduzione di Victoria Horrillo Ledesma, Thriller, Madrid, HarperCollins, 2024, ISBN 9788410640207.